# Кузнецово (Киреевский район)
Кузнецово — село в Киреевском районе Тульской области России.
В рамках административно-территориального устройства является центром Кузнецовского сельского округа Киреевского района, в рамках организации местного самоуправления включается в сельское поселение Богучаровское.

## География
Расположено в 12 км к югу от города Киреевска. 

## Население
| 2002 | 2010 |
| ---- | ---- |
| 176  | ↗189 |